# كوران (فين)
كوران (بالفارسية: کوران) هي قرية تقع في إيران في قسم فين الريفي. يقدر عدد سكانها بـ 456 نسمة بحسب إحصاء 2016.